# Olafr Havrevold
Olafr Havrevold (Oslo, Noruega; 26 de mayo de 1895-11 de julio de 1972) fue un actor y director teatral noruego.

## Biografía
Fue hijo de Lauritz Paulsen Havrevold (1859–1940) y Marta Malena Nielsen (1873–1927); fueron hermanos suyos el escritor Finn Havrevold y el psiquiatra Odd Havrevold.
Se casó dos veces. Su primera esposa fue la actriz Unni Torkildsen (1901–68). En 1934 se casó con Gøril Havrevold (1914–92). Su hija Berit (nacida en 1936) se casó con el arquitecto Hans-Gabriel Finne. La hermana de Gøril, Ada Egede-Nissen (1893–1974), se casó en 1940 con el hermano de Olafr, Dag Havrevold (1911–94). A partir de 1954, Havrevold convivió diez años con su colega Liv Dommersnes (1922–2014).
Tras superar el nivel académico examen artium en 1914, durante un año siguió estudios de arte en la Universidad de Washington, en Seattle, Estados Unidos, y en 1920 se graduó como ingeniero químico en el Instituto Noruego de Tecnología (NTH). A pesar de ello, en su período de formación creció su interés por el teatro.
Debutó en escena en el Intimteatret en 1922 con la obra Vårbrytning, de Frank Wedekind (1864–1918), bajo la dirección de Agnes Mowinckel (1875–1963). Después trabajó en el Teatro nacional de Oslo, institución con la cual colaboró  desde 1923 hasta 1965. En la temporada 1939/40 consiguió el Kritikerprisen (Premio de la Crítica) por su actuación en la pieza Mens vi venter, escrita por Johan Borgen (1902–79).  
Havrevold cursó estudios teatrales en Berlín, pero no dirigió hasta 1948, cuando llevó a escena la pieza Løgnen og lykken, de Alex Brinchmann (1888–1978). Entre los años 1920 y 1939 actuó haciendo teatro itinerante en ciudades como Berlín, Dresde, Múnich, Praga, Viena, Budapest, Lyon, París, Estocolmo y Copenhague. Entre los años 1947 y 1949 fue profesor de teatro. Entre 1954 y 1959 formó parte de la dirección de la Norsk Sceneinstruktørforening, teniendo también labores de dirección de la Statens Teaterskole a partir de 1956.
También hizo teatro radiotelevisado. Entre sus mejores aportaciones al teatro radiofónico figura su trabajo en la adaptación de la novela de Knut Hamsun Victoria en 1956, trabajando junto a Liv Dommersnes. 
En el filme Jakten, rodado en 1959 por Erik Løchen (1924–83),  Havrevold trabajó como narrador. A partir de 1965, Havrevold Olafr se retiró de la escena a causa de una gota, trabajando a partir de entonces como narrador en la emisora de radio Norsk Rikskringkasting Fue muy conocida su lectura del poema Terje Vigen que llevó a cabo durante varios años a las 17.30 horas del día de Nochevieja en la emisora NRK.
En 1951 fue nombrado caballero de la Orden de Vasa sueca. Falleció en Noruega en 1972.

## Teatro
Obras en las que trabajó Havrevold:
- Hærmennene på Helgeland, de Henrik Ibsen
- Kongsemnerne, de Henrik Ibsen
- Kjærlighedens Komedie, de Henrik Ibsen
- Til Damaskus, de August Strindberg
- Driftekaren, de Hans Ernst Kinck
- Peer Gynt, de Henrik Ibsen
- Brand, de Henrik Ibsen
- Samfundets Støtter, de Henrik Ibsen
- De unges Forbund, de Henrik Ibsen
- Bygmester Solness, de Henrik Ibsen
- Lille Eyolf, de Henrik Ibsen
- Fru Inger til Østeraad, de Henrik Ibsen
- Sigurd Jorsalfar, de Bjørnstjerne Bjørnson
- Over Ævne I, de Bjørnstjerne Bjørnson
- De Nygifte, de Bjørnstjerne Bjørnson
- Paul Lange og Tora Parsberg, de Bjørnstjerne Bjørnson
- Naar den ny vin blomstrer, de Bjørnstjerne Bjørnson
- Maria Stuart, de Friedrich von Schiller
- Balkongen, de Gunnar Heiberg
- Kjærlighetens Tragedi, de Gunnar Heiberg
- Gerts Have, de Gunnar Heiberg
- Blåpapiret , de Helge Krog
- Konkylien
- Oppbrudd
- Vildanden, de Henrik Ibsen
- Et ukkehem
- The Cocktail Party, de T. S. Eliot
- A puerta cerrada, de Jean-Paul Sartre
- A Moon for the Misbegotten, de Eugene O'Neill

## Filmografía (selección)
- 1924 : Til sæters
- 1925 : Fager er lien
- 1959 : Jakten
- 1961 : Hans Nielsen Hauge